# Saltoposuchidae
De Saltoposuchidae zijn een familie van uitgestorven reptielen die leefden in het Jura-tijdperk. De soortnaam betekent 'springende krokodil'.

## Kenmerken
Soorten uit deze familie leken qua lichaamsbouw totaal niet op krokodillen, maar ze bezaten wel krokodilachtige kenmerken. De achterpoten waren langer dan de voorpoten. Ze liepen meestal op de achterpoten, maar ze gebruikten ze ook wel alle vier. Deze dieren bezaten een langwerpige kop met puntige tanden en een dubbele rij van benige schubben langs de rug. Ze worden vaak ten onrechte als dinosauriërs aangeduid.

## Leefwijze
Deze carnivoren leefden van kleine gewervelde dieren.